# Eeserveen
 Eeserveen  is een buurtschap behorend tot de gemeente Borger-Odoorn in de provincie Drenthe, (Nederland). De buurtschap is gelegen ten oosten van de provinciale weg N376 ten noorden van Schoonoord, direct naast De Kiel in de gemeente Borger-Odoorn.
Drenthe: Steden en dorpen      Nederland: Provincies · Gemeenten
1. 1 2 3 4 5  Tabel: Bevolking; maandcijfers per gemeente en overige regionale indelingen, 1 januari 2023, Centraal Bureau voor de Statistiek, Voorburg/Heerlen